# Броквил (Онтарио)
Броквил (енгл. Brockville) је град у Канади у покрајини Онтарио. Према резултатима пописа 2011. у граду је живело 21.870 становника.

## Становништво
Према резултатима пописа становништва из 2011. у граду је живело 21.870 становника, што је за 0,4% мање у односу на попис из 2006. када је регистровано 21.957 житеља.
| 2006.  | 2011.  |
| ------ | ------ |
| 21.957 | 21.870 |